# Edi (Maubisse)
Der osttimoresische Suco Edi (Edy) liegt im Zentrum des Verwaltungsamts Maubisse (Gemeinde Ainaro).

## Geographie
Edi befindet sich im Zentrum des Verwaltungsamtes Maubisse. Im Nordosten grenzt es an die Sucos Maulau und Manelobas, im Südosten an den Suco Manetú, im Südwesten an den Suco Aituto, im Nordwesten an die Sucos Maubisse und erneut Maulau und im Norden an den Suco Fatubessi. Die Grenze zu Aituto verläuft größtenteils entlang des Colihuno, eines Nebenflusses des Carauluns. Edi hat eine Fläche von 17,98 km² und teilt sich in die sechs Aldeias Demutete (Dimtete, Dimtele), Hebau (Herbau), Lobibo, Rai-Mera (Raimera), Talale und Tali-Felo (Talifelo).
Der Sitz des Sucos befindet sich im Norden in Lobibo. Im Nordosten liegt das Dorf Tali-Felo und ein weiteres Straßendorf und im Nordwesten der kleine Ort Hebau. Das Dorf Menitete liegt südlich eines über 1800 m hohen Berges im Osten des Sucos und weiter südlich, an einem Zufluss des  Colihunos das Dorf Talale. Der Ort Rai-Mera befindet sich am Colihuno, an der Westgrenze Edis. Ein Großteil der Häuser befindet sich aber nicht in geschlossenen Siedlungen, sondern stehen einzeln. Größere Straßen gibt es nur in Norden des Sucos. Ansonsten durchqueren nur kleine Wege und Pisten das Gebiet. In Menitete und in Talale gibt es jeweils eine Grundschule.
Auf dem Edi Lau wurde 2023 eine Jesusstatue aufgestellt.

## Einwohner
Im Suco leben 2.622 Menschen (2022), davon sind 1.337 Männer und 1.285 Frauen. Im Suco gibt es 358 Haushalte. Fast alle der Einwohner geben Mambai als ihre Muttersprache an. Eine kleine Minderheit spricht Idalaka.

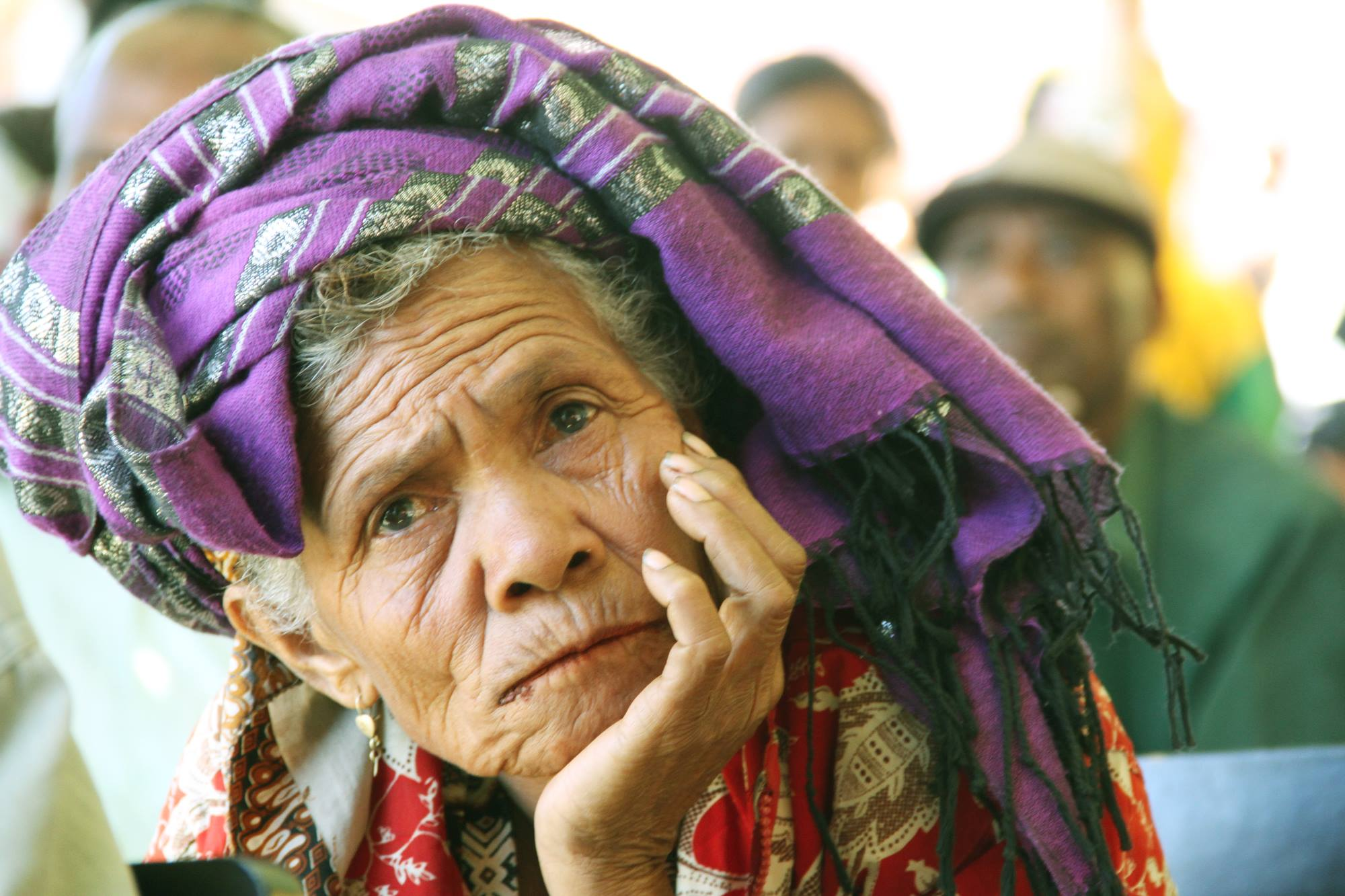
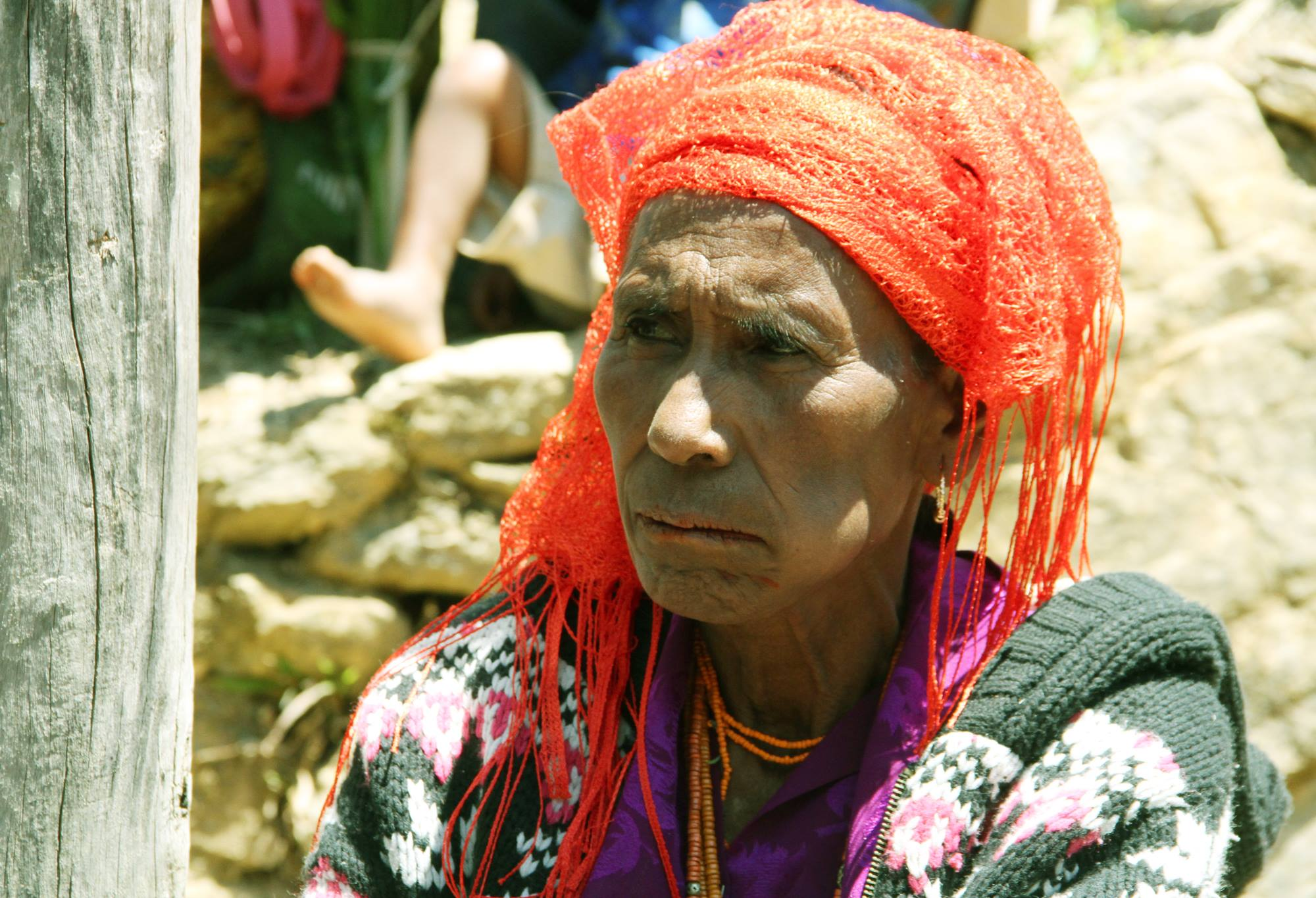
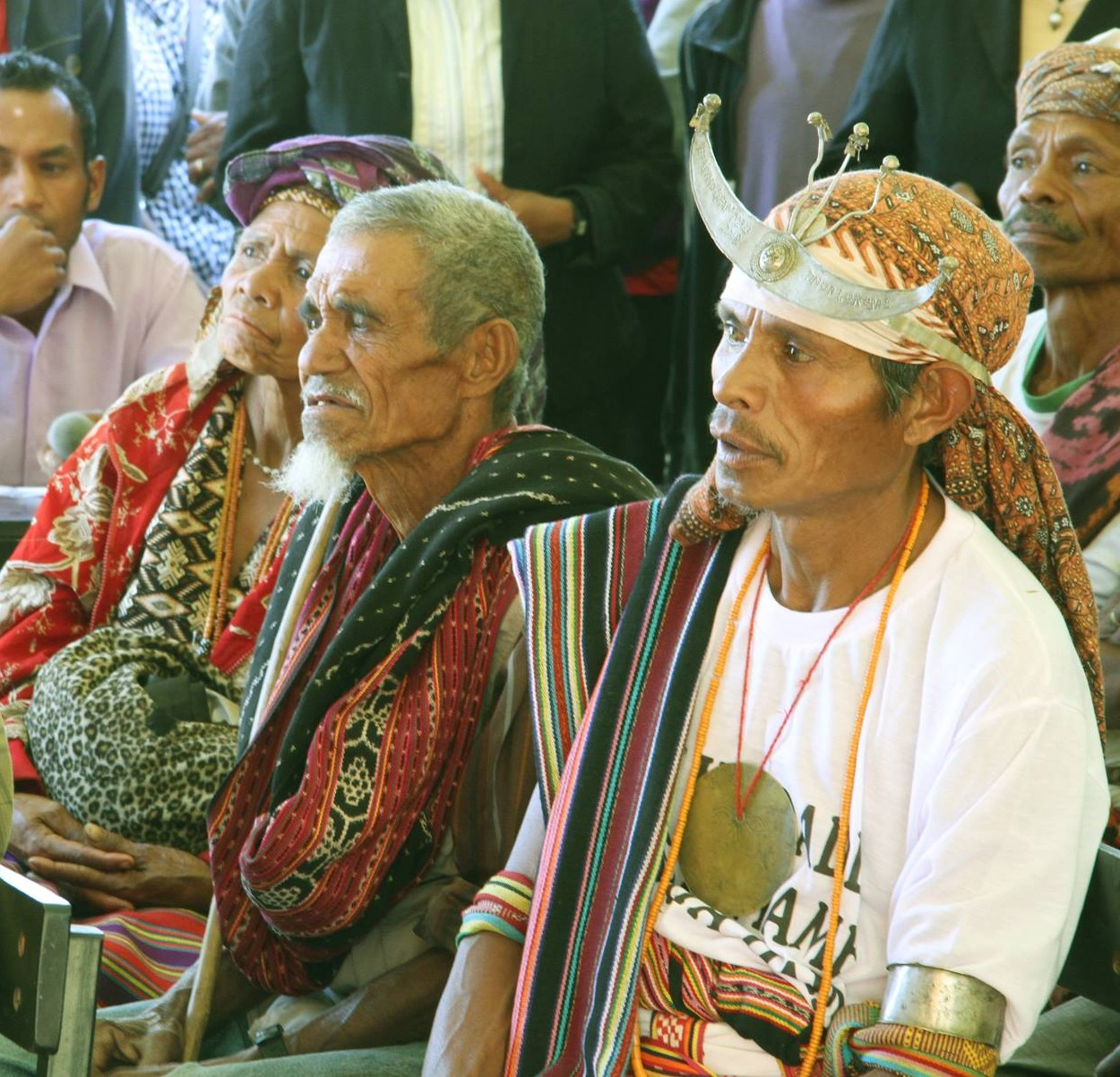
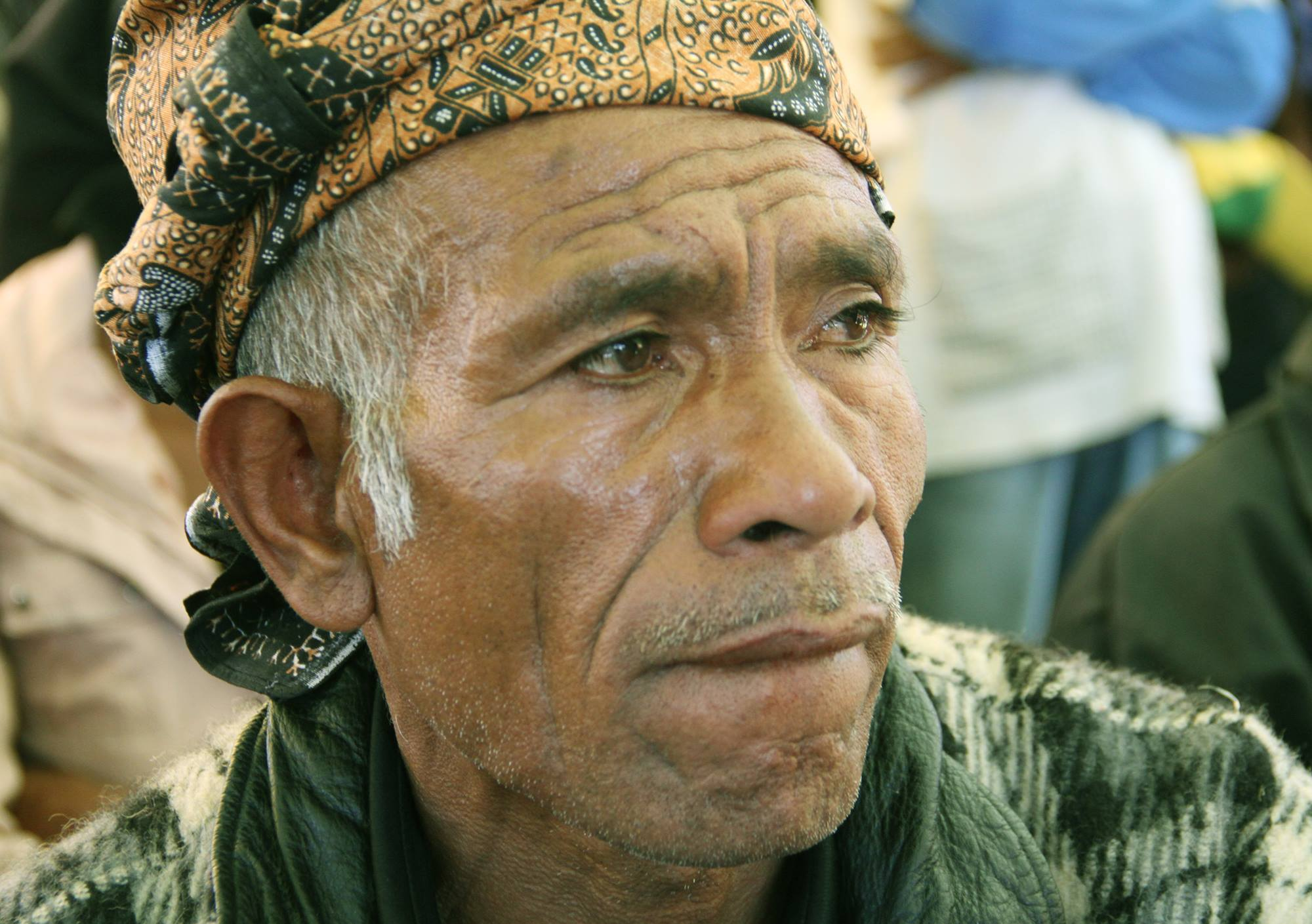
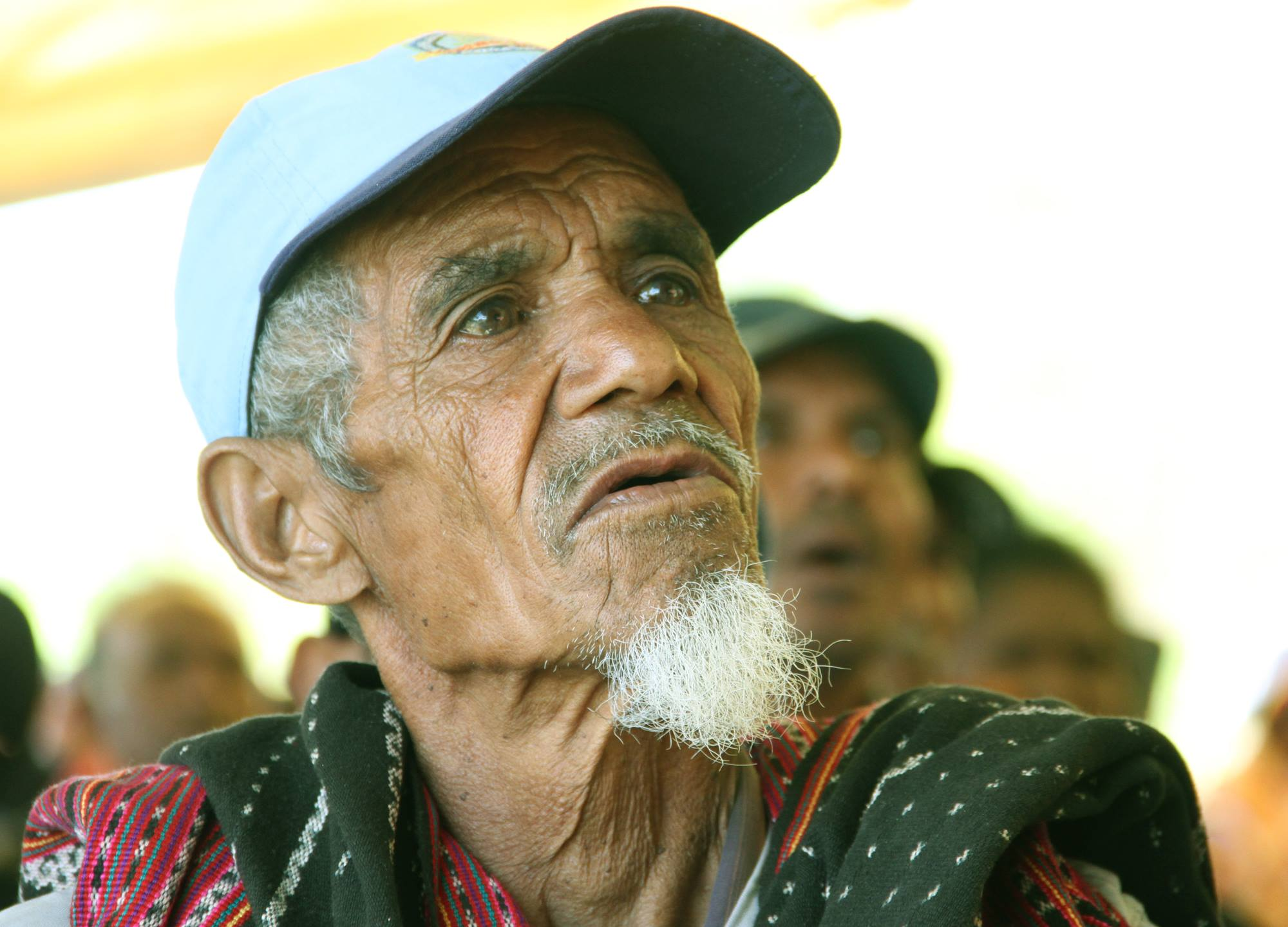

## Politik

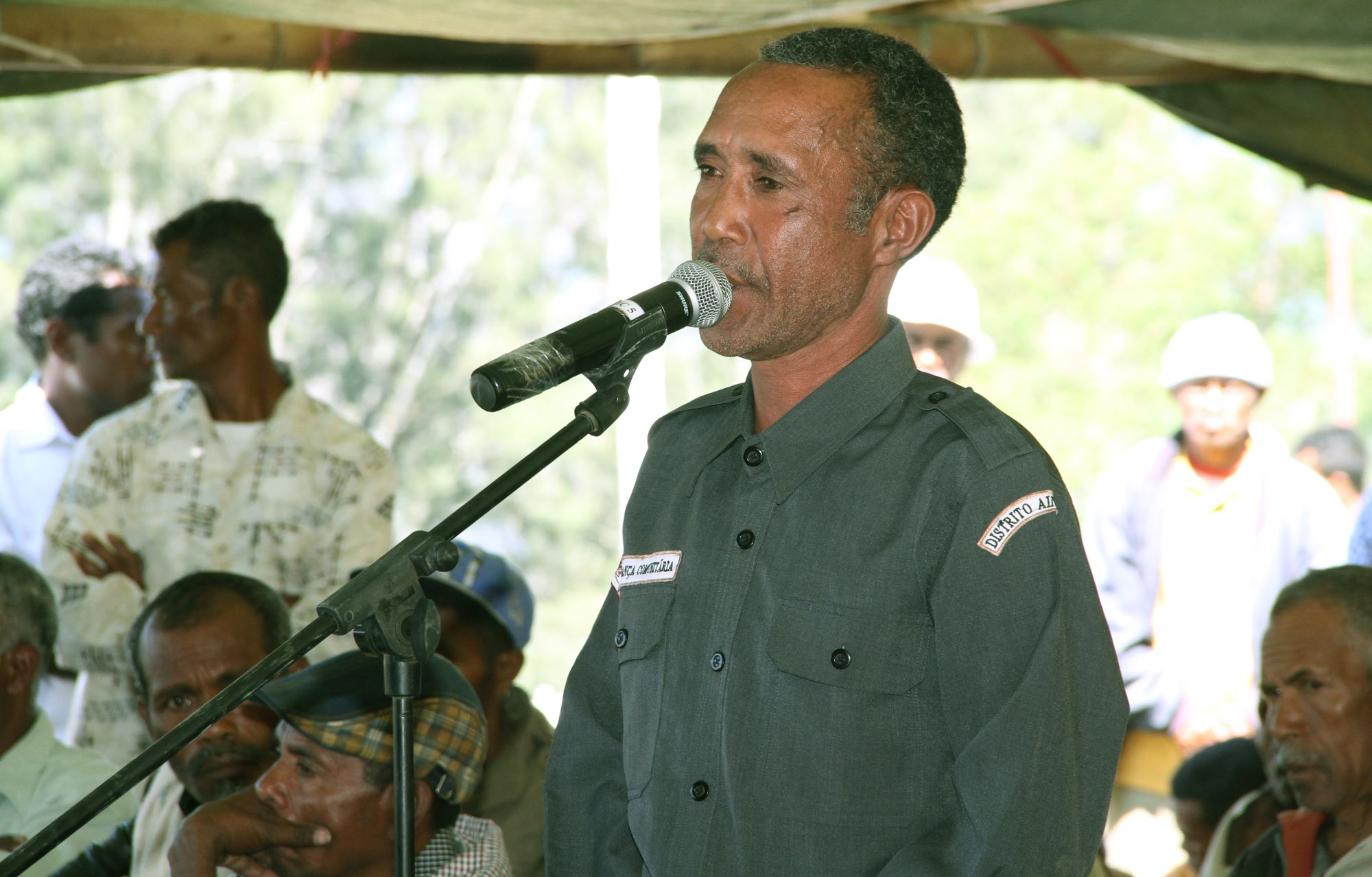
Mendonça Araújo (2015)

Bei den Wahlen von 2004/2005 wurde Fernando Magno zum Chefe de Suco gewählt. Bei den Wahlen 2009 gewann Januario Mendonça Araújo und 2016 Julio Mendonça Martins.

## Wirtschaft
2011 erhielt der Suco von der Regierung Solarmodule zur Stromversorgung.